# Гаммацаев, Курбан Рамазанович
Курбан Рамазанович Гаммацаев родился 9 марта 1936 года в Кули, Кулинский район. Бывший декан технологического факультета Дагестанского государственного технического университета, проработавший деканом 25 лет.

## Биография
В 1963 году окончил Дагестанский государственный университет по специальности «Технология консервирования». В 1965—68 гг. обучался в заочной аспирантуре по специальности «Технология консервирования», занимался научными исследованиями в области совершенствования процесса обжарки пищевых продуктов. В 1971 г. защитил диссертацию кандидата технических наук по специальности технология консервирования. За время работы изданы: 20 методических указаний к выполнению лабораторных и курсовых работ; опубликовано более 100 статей, патентов РФ и научных докладов, в том числе все по совершенствованию технологических процессов пищевой промышленности.

## Список значимых публикаций
- 1. Ибрагимова Л. Р., Гаммацаев К. Р. Определение качественных показателей консервов, стерилизованных в дышащей таре // Вестник ДГТУ. — 2012. — № 27.
- 2. Способ стерилизации компота из яблок: пат. 2456898 Рос. Федерация: МПК А 23 L 3/04 / Ахмедов М. Э., Демирова А. Ф., Рахманова М. М., Гаммацаев К. Р.; заявитель и патентообладатель Ахмедов М. Э. — № 2011127264; заявл.01.07.11, опубл.27.07.12, Бюл. № 21.
- 3. Способ стерилизации компота из груш и айвы: пат. 2457722Рос. Федерация: МПК А 23 L 3/00 /Ахмедов М. Э., Демирова А. Ф., Рахманова М. М., Гаммацаев К. Р.; заявитель и патентообладатель Ахмедов М. Э. — № 2011127241; заявл.01.07.11, опубл.10.08.12, Бюл. № 22.
- 4. Способ стерилизации компота из груш и айвы: пат. 2457721 Рос. Федерация: МПК А 23 L 3/00 /Ахмедов М. Э., Демирова А. Ф., Рахманова М. М., Гаммацаев К. Р.; заявитель и патентообладатель Ахмедов М. Э. — № 2011127227; заявл.01.07.11, опубл.10.08.12, Бюл. № 22.